# 천사 (바요네타 시리즈)
《베요네타》 시리즈에서 등장하는 천사.

## 하급 3대(下級参隊「精霊」/Third Sphere)

### 제9계급 천사(天使/Angels)
최고로 인간과 닮은 존재로써 그 이름은 사도(使者)를 의미한다. 신과 인간계를 이어주는 `신의 사자' 로서의 임무를 지닌 천사들.

#### 아피니티(アフィニティ/Affinity)
- 어원 : 친화

천사 계층의 최하위인 제9계급 "정령"에 속하는 빛의 세계의 사자. 신앙심을 가진 인간에게 있어서 가장 친숙한 천사이다. 순백의 날개를 갖고 하늘에서 내려오며, 머리 위에 위치한 빛의 고리로 해메이는 자들이 갈 길을 비추어 준다고 한다.
그 손에 들린 다양한 신구(神具)는 올바른 자를 구원한다는 맹세를 나타낼 뿐만 아니라, 악한 자를 토벌하는 강력한 무기가 된다고도 한다.

### 제8계급 대천사(大天使/Archangels)
일반적인 천사의 계급에서 8번째의 지위를 차지하는 천사들. 신으로부터의 중요한 계시를 인간들에게 전해주는 역할을 하고 있다.

### 제7계급 권천사(権天使/Principalities)
인간의 대도시나, 나라를 수호하는 역할을 맡고 있다.

## 중급 3대(中級参隊「子」/Second Sphere)

### 제6계급 능천사(能天使/Powers)
제1천계와 제2천계 사이의 위험한 중간 지역을 경계하며 이교도들이 침입하지 못하도록 하는 역할. 그 때문인지 타락천사가 많다.

#### 비러브드(ビラブド/Beloved)
- 어원 : 애정

제6계층의 능천사로써, 중위삼대 중 "아이(子)"에 속한다. 하급 3대에 비해 보다 영적인 존재에 가까워졌으며, 하늘에 반하는 악한 자들을 멸하는 역할을 맡고 있다.
천사의 계급 중에서 하위라고는 해도 인간보다는 한참 고차원이어서, 제아무리 영력이 강한 인간이라 해도 이 천사를 만나는 일은 드물다.
천계에서 주력 부대원을 담당하고 있는만큼 전투 능력이 우수하며, 악마와의 싸움에서는 그들의 눈부신 활약이 자주 눈에 띄인다.

### 제5계급 역천사(力天使/Virtues)
신과 그들의 정의를 위해 이교도와 싸우는 영웅들에게 '기적의 형태'로 용기를 불어넣어 주는 천사.

### 제4계급 주천사(主天使/Dominions)
천사들을 진두 지휘하여 이교도들을 물리치는 역할을 하고 있다.

## 상급 3대(上級参隊「父」/First Sphere)

### 제3계급 좌천사(座天使/Thrones)
'오파님(Ophanim)'이라고도 불리는 3품 천사. 불타오르는 커다란 차륜을 위시하고 나타나는 천사로 묘사가 되며, 신의 결정을 이해하고, 천사들에게 알려주는 역할을 맡고 있다.

### 제2계급 지천사(智天使/Cherubim)
동쪽 천계에서 신성한 우물로의 길을 수호하는 지천사.

### 제1계급 치천사(熾天使/Seraphim)
신의 옥좌를 돌며 성가를 부르는 최상급 천사.

## 창조주&사원덕(主神&四元徳/Dea&Cardinal Virtues)

### 포르티튜드
성우 : 후지와라 타카히로(藤原貴弘)

### 템퍼런티아
성우 : 야마모토 이타루(山本格)